# Rüttihubelbad

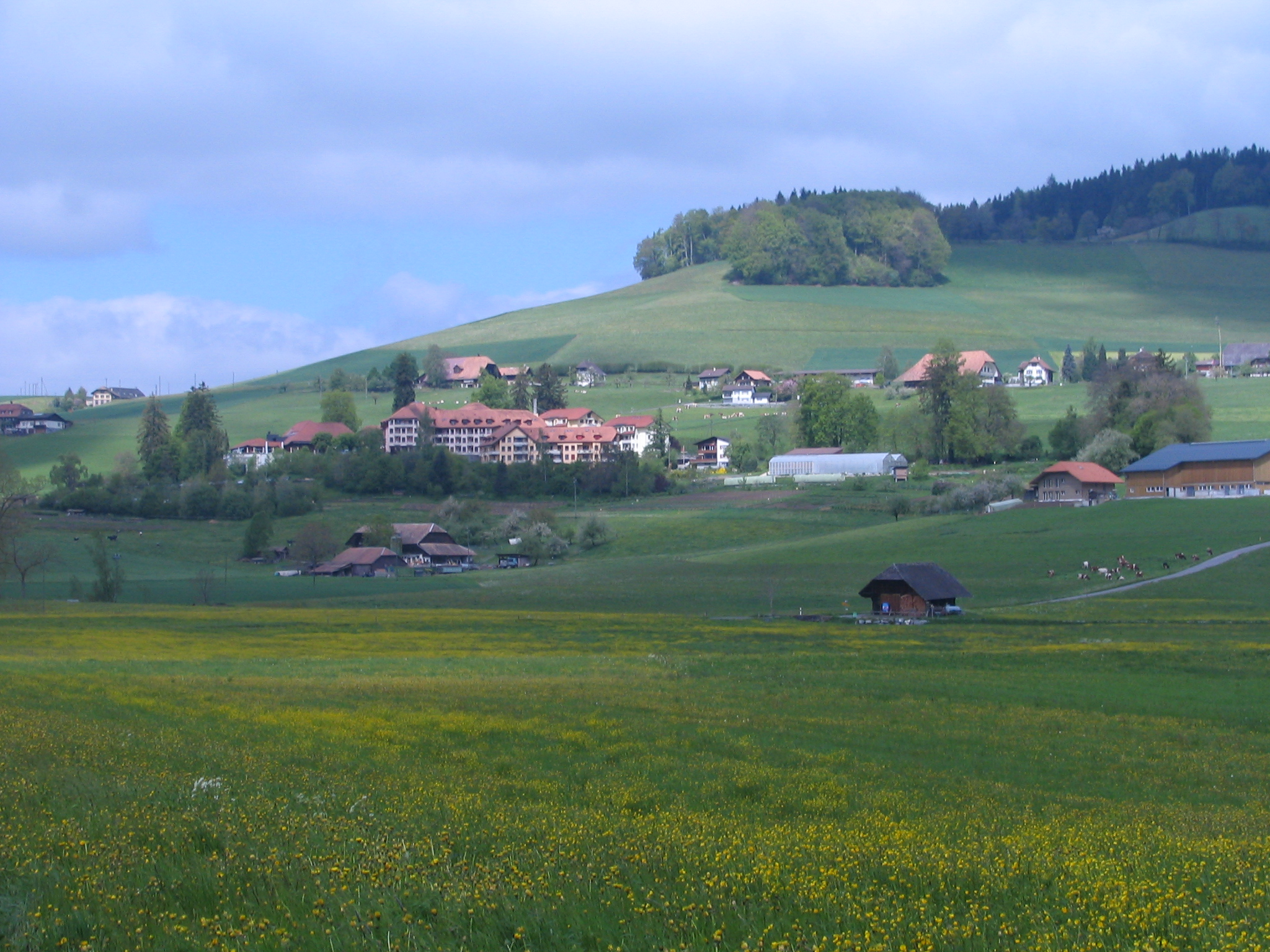
Übersicht Rüttihubelbad

Das Rüttihubelbad ist ein anthroposophisches Sozial-, Kultur- und Tagungszentrum in der Gemeinde Walkringen im Kanton Bern, Schweiz.

## Lage und Geschichte

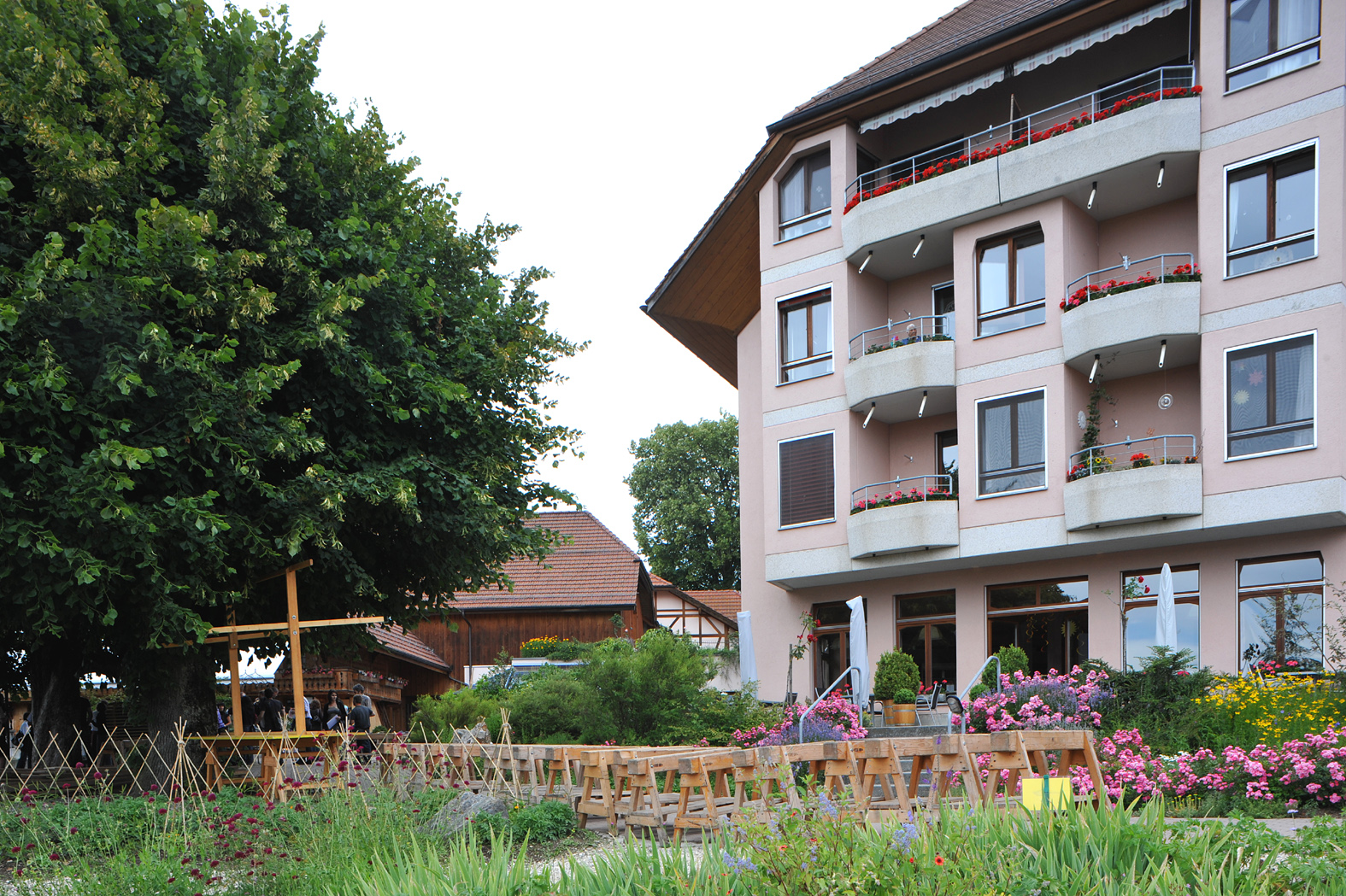
Alterswohn- und Pflegeheim

Das Rüttihubelbad liegt auf dem Rüttihubel zwischen Worb und Walkringen am Rand des Emmentals auf einer Anhöhe oberhalb von Enggistein, etwa zwölf Kilometer von Bern entfernt. 1756 erbaute Peter Schüpbach hier das erste Bauernhaus. 27 Jahre später analysierte der Apotheker Benteli eine eisenhaltige Heilquelle, beurkundete diese amtlich und legte damit den Grundstein für eine etwa zweihundert Jahre andauernde Badekultur. Das «heilende» Wasser und die reichhaltige Küche machten das damalige Rüttihubelbad weit über die Regionalgrenzen bekannt.

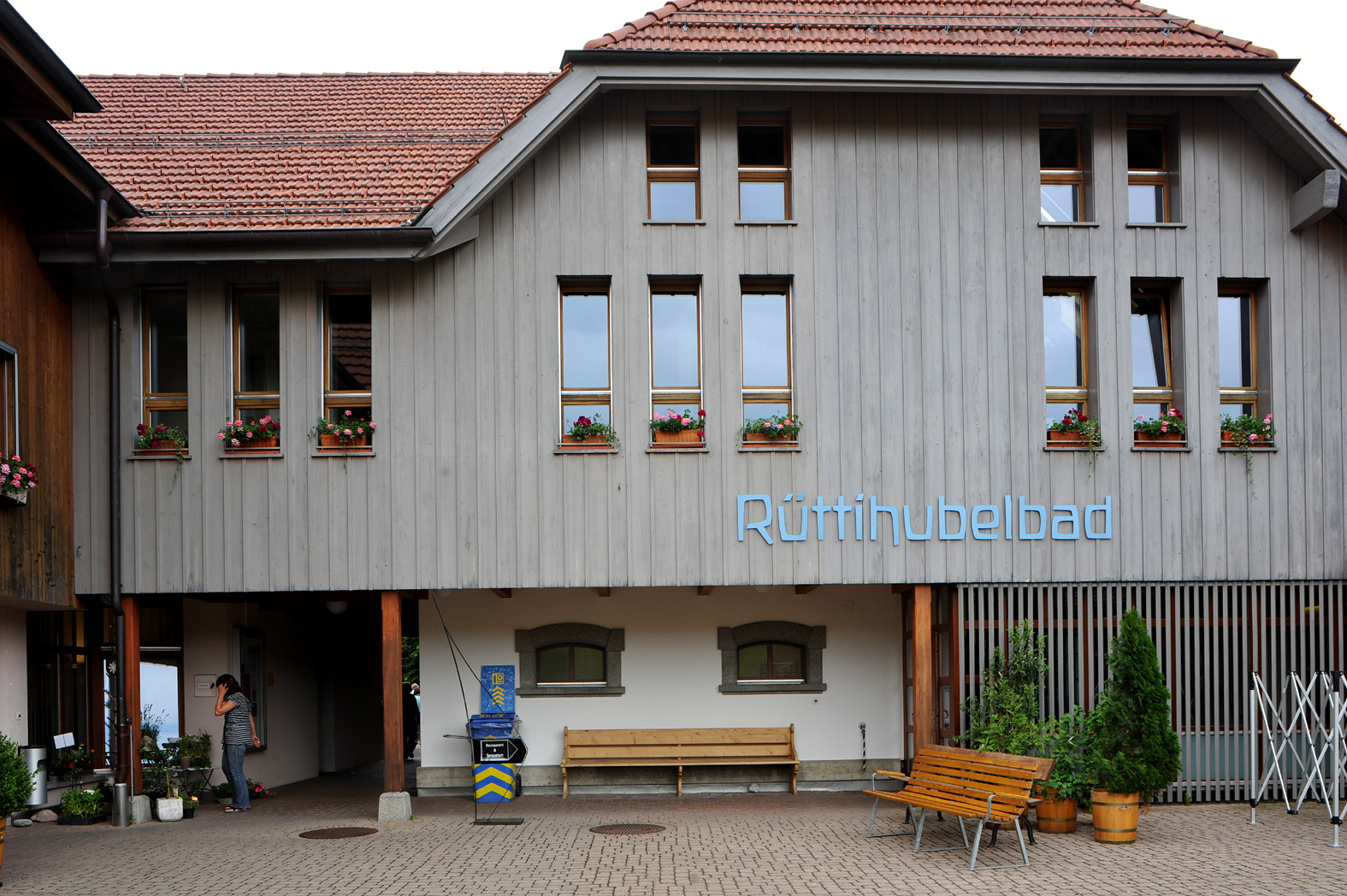
Restaurant Rüttihubelbad

## Betrieb
1986 kaufte die «Stiftung Rüttihubelbad» das in Konkurs geratene Restaurant auf. Sie errichtete auf dem Rüttihubel den heute bestehenden Weiler mit zehn Gebäuden, zu dem nachfolgende Bereiche gehören:
- Hotel und Restaurant
- Alterswohn- und Pflegeheim
- Sozialtherapeutische Gemeinschaft (Wohnheim für geistig behinderte Menschen, Wohnheim für Menschen mit psychischer Beeinträchtigung, beschützende Werkstätte & Beschäftigung)
- Kultur und Bildung
- «Sensorium» im Rüttihubelbad, eine erlebnispädagogische Dauerausstellung zum «Erfahrungsfeld der Sinne» nach Ideen von Hugo Kükelhaus

### «Sensorium»

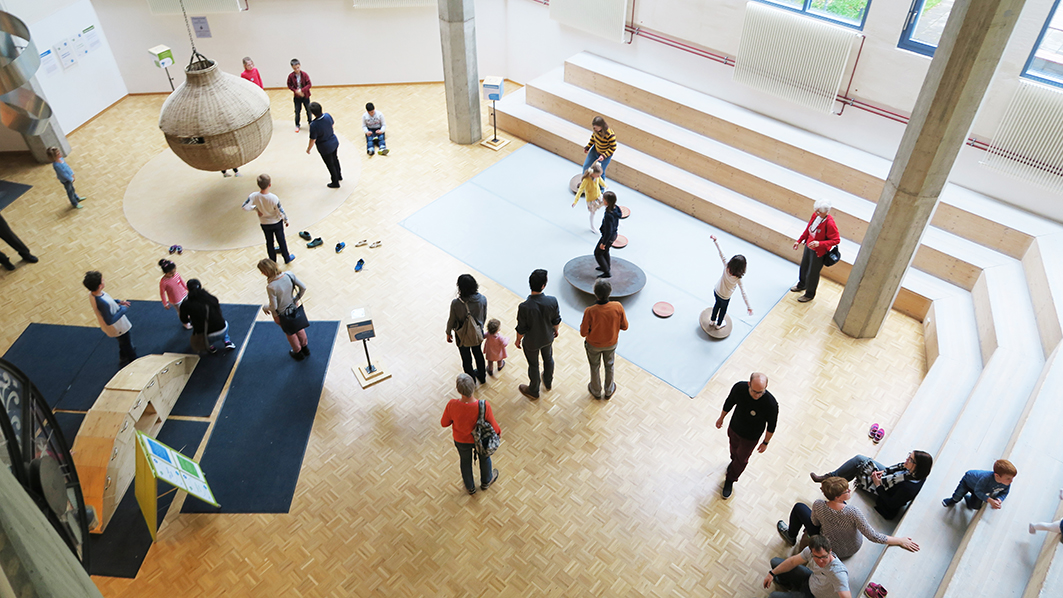
Sensorium Arena

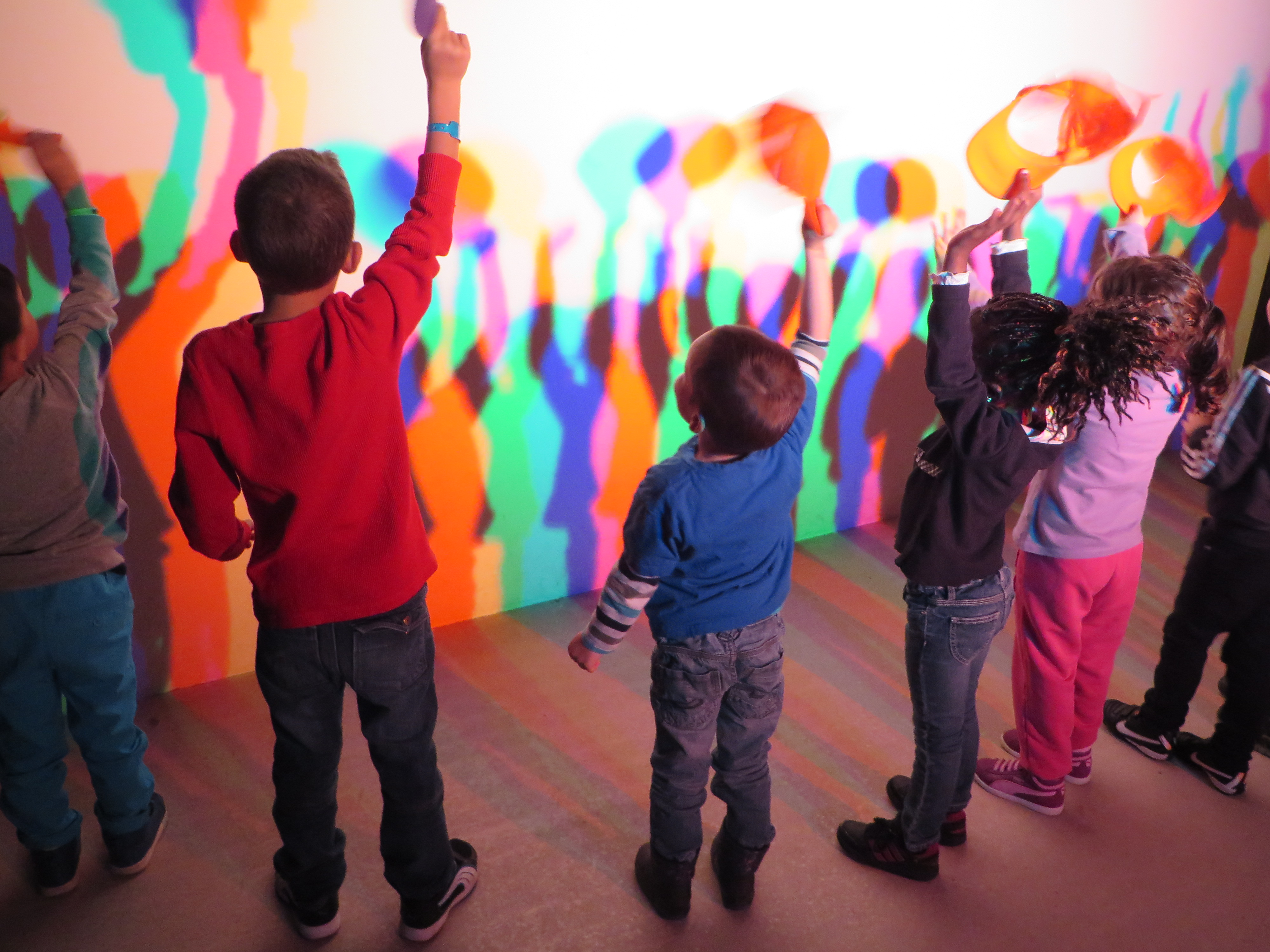
Farbige Schatten: Im Farbenraum ist zu sehen, wie aus weissem Licht Farbe wird und aus Farben weisses Licht.

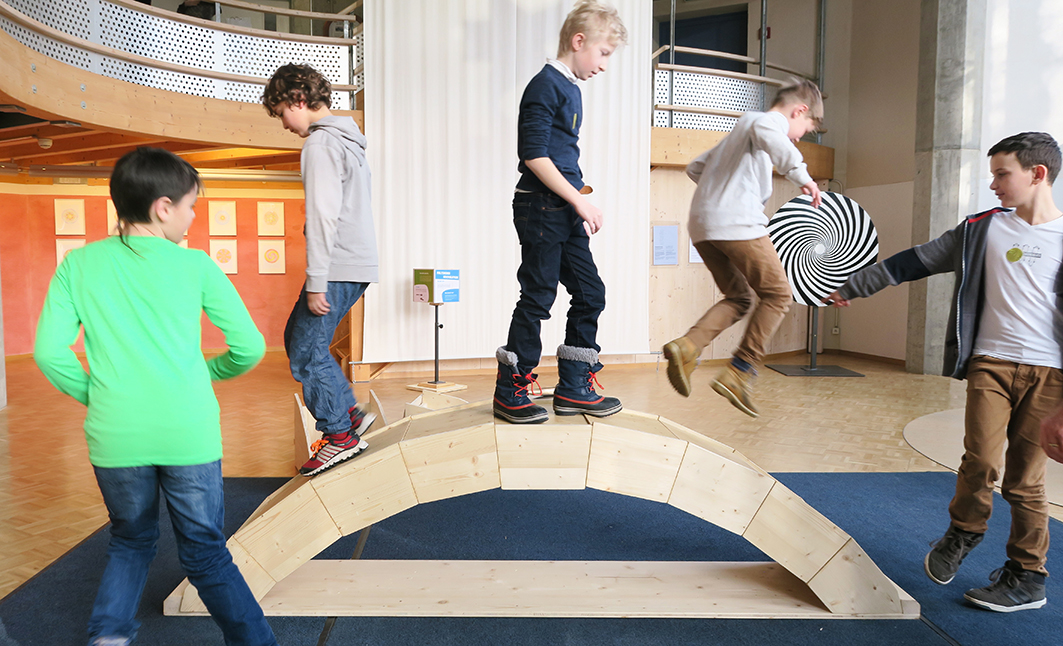
Die Brücke: hält nur durch Lagern und Verkeilen zusammen

Das Sensorium ist ein interaktives Museum, das sich der Welt der Sinne widmet und sich an der von Hugo Kükelhaus konzipierten Erlebnisausstellung «Erfahrungsfeld zur Entfaltung der Sinne» orientiert.

#### Erfahrungsfeld der Sinne
Mittels verschiedener Stationen entdecken die Besucher «die Gesetzmässigkeiten der Natur im Äusseren, aber auch im eigenen Organismus». Dabei stehen die menschlichen Sinne und die Inanspruchnahme all ihrer Möglichkeiten im Zentrum.

#### Permanentausstellung
Nach Kükelhaus verhindern die immer eintöniger werdende Umwelt, die den Sinnen nichts mehr zu tun gibt, und eine gleichzeitige Reizüberflutung, die nur bestimmte Sinne wie Sehen und Hören überfordert, zunehmend eine differenzierte Wahrnehmungsfähigkeit und fördern deren Abbau. Dies lässt den grundlegenden körperlichen Erfahrungs- und Entwicklungsmöglichkeiten immer weniger Raum. Kükelhaus sieht darin schwerwiegende Folgen für das menschliche Verhalten in all seinen Bezügen – zu sich selbst, zu den Mitmenschen, zur Natur und Technik.
Im Sensorium gibt es rund 70 Stationen, um sinnliche Wahrnehmungen zu aktivieren. So zeigen rotierende Scheiben optische Phänomene, ein Duftbaum präsentiert verschiedene Gerüche, Steine, Hölzer und Gongs lassen Töne und ihre Schwingungen spüren, eine Partnerschaukel lässt ein aktives Miteinander erleben. Nach Hugo Kükelhaus erfährt der Mensch so, «wie das Auge sieht, das Ohr hört, die Nase riecht, die Haut fühlt, die Finger tasten, der Fuss versteht, die Hand begreift, das Gehirn denkt, die Lunge atmet, das Blut pulst, der Körper schwingt».

### Sonderausstellungen
Das Sensorium lädt jedes Jahr zu einer neuen temporären Ausstellung ein.
- 2014: Das Wasser: Erlebe die Schönheit und die Phänomene des Elements Wasser.
- 2015: Bienen machen Sinn: Lerne die Aufgaben einer Biene und deren Verbindung zu den Sinnen kennen.
- 2016: Labyrinth – Erlebe den Weg: Abzweigungen, Sackgassen und Irrwege. Finde den roten Faden und verliere ihn nicht.
- 2017: Spiel der Kräfte: Spielerische und physikalische Erfahrungen mit den Themen Kraft und Energie stehen im Zentrum.
- 2018: Klang – vom Ton zur Emotion
- 2019: Zeit – von Zeit zu Zeit
- 2020: Touch – alles rund um den Tastsinn
- 2021: Sensibel – Sensible Daten, ein äusserst sensibler Mensch, ein sensibles Thema – was genau bedeutet SENSIBEL?
- 2022: Unbewusst
- 2023: Farbe erleben! Bestand aus Teilen der Ausstellung Experiment FARBE (Goetheanum, 2010)
- 2024: Leben ist Schwingung: Sonderausstellung zu Ehren von Hugo Kükelhaus, dem Initianten des Sensorium

### «Sensonero»
Sensonero ist eine Erlebnisgastronomie im Sensorium. Besucher können im Dunkeln ein Dreigang-Menu essen, geleitet von den vier Sinnen und von blinden und sehbehinderten Mitarbeitern des Rüttihubelbads.